# Kim Märkl

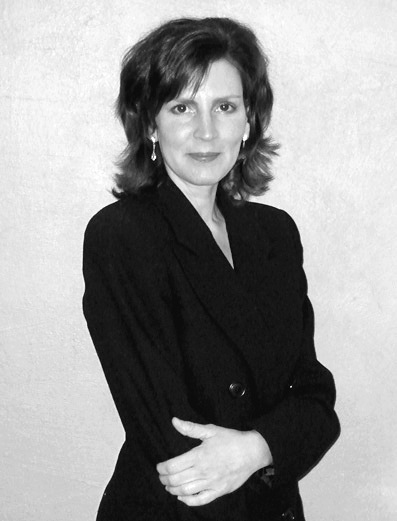
Kim Märkl

Kim Märkl (* 22. Juli 1961 in Cleveland, Ohio, USA) ist eine amerikanische Schriftstellerin, Komponistin und Klarinettistin.

## Biographie

### Ausbildung
Kim Märkl wurde in Cleveland, Ohio geboren und begann ihre musikalische Ausbildung mit Angelo Fortini, der ihr zusammen mit ihrem Vater, einem Schlagzeuger, die ersten musikalischen Anregungen gab. Ihren Bachelor of Music im Fach Klarinette erhielt sie von der Indiana University Bloomington und ihren Master of Music von der Northwestern University, Chicago, wo sie bei Robert Marcellus studierte.
Weiterführende Studien bei Larry Combs hatten großen Einfluss auf ihre musikalische Entwicklung. 1985 erhielt sie ein Fulbright-Stipendium zum Studium an der Musikhochschule Freiburg, Deutschland, welches sie mit dem  Solistendiplom abschloss.

### Leben und Werk
Kim Märkl ist heute eine gefragte Kammermusikerin, Solistin, Orchestermusikerin und Lehrerin. Sie trat bei den Festivals Spoleto, Tanglewood und Aspen auf und spielte in diversen Orchestern in Deutschland und der Schweiz.
2002 gründete sie zusammen mit ihrem Mann Key-Thomas Märkl, Sohn des Konzertmeisters Josef Märkl und Violinist beim Symphonieorchester des Bayerischen Rundfunks, das Aufnahmestudio Atlantic Crossing, wo sie als Produzentin, Komponistin und Autorin arbeitet. Ihr besonderes Interesse gilt der Kombination von Geschichten mit Musik, wobei ihre Arbeiten deutschlandweit aufgeführt und von mehreren Verlagen in Deutschland, der Schweiz und den USA herausgegeben werden. Ihre Werke wurden von bekannten Schauspielern und Musikern aufgeführt und aufgenommen, u. a. Sky du Mont, Hélène Grimaud, Ingolf Turban, Dietlinde Turban, Christian Tramitz, Sunnyi Melles, Steven Isserlis, Alex Dorow und August Zirner.

## Auszeichnungen

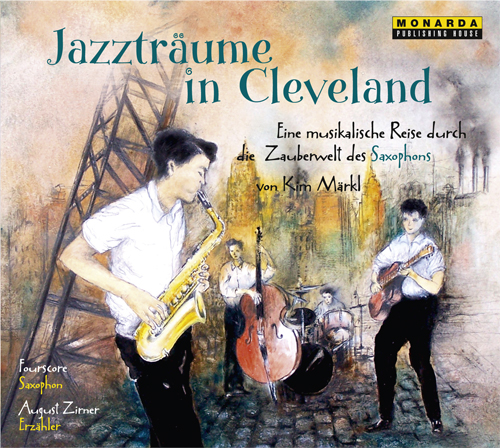
Jazzträume in Cleveland

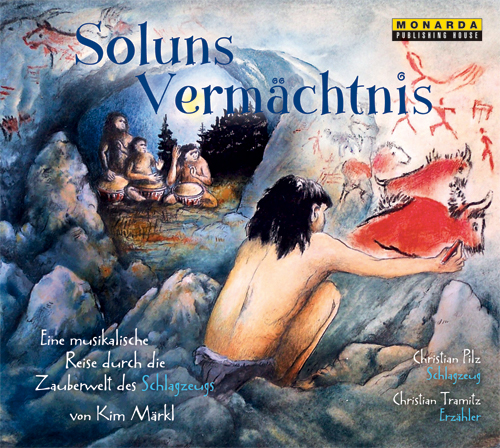
Soluns Vermächtnis

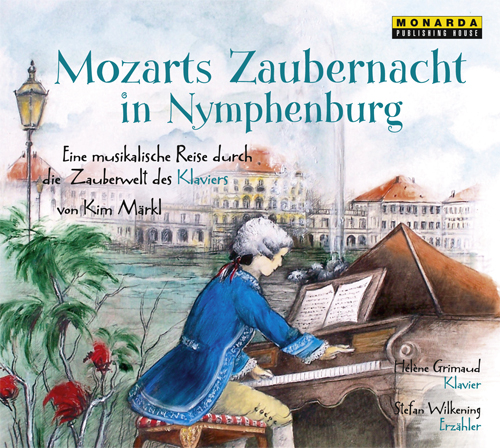
Mozarts Zaubernacht in Nymphenburg

### Leopold
- Die Geschichte vom Ring des Nibelungen (Zimmermann Verlag Frankfurt)
- 2011: Lied des Torero (Monarda Publishing House) – nominiert
- 2013: Jazzträume in Cleveland (Monarda Publishing House) – nominiert

## Diskographie (Auswahl)

### Musikalische Märchen über klassische Musikinstrumente
erschienen bei Monarda Publishing House:
- Stradivaris Geschenk für Erzähler (Christian Tramitz), Violine (Key-Thomas Märkl) und Streichorchester
- Der Schlangenbeschwörer für Erzähler(Sky du Mont), Klarinette (Kim Märkl), Gitarre (Christian Gruber) und Tabla (Tobias Ott)
- Jazzträume in Cleveland für Erzähler (August Zirner) und Jazzquartett (Fourscore)
- Die Tochter des Königs für Erzähler (Gabriele Lehner) und Querflöte (Natalie Schwaaber)
- Lied des Torero für Erzähler (Alex Dorow) und Gitarre (Gruber & Maklar)
- Perlen der Oper für Erzähler (Sunnyi Melles) und Sopran (Maria Callas)
- Mozarts Zaubernacht in Nymphenburg für Erzähler (Stefan Wilkening) und Klavier (Hélène Grimaud)
- Soluns Vermächtnis für Erzähler (Christian Tramitz) und Schlagzeug (Christian Pilz)

### Weitere Aufnahmen
- Die geheimnisvolle Schachtel für Erzähler, Violine und Streichorchester (Zimmermann Verlag Frankfurt)
- Im Land der Mitternachtssonne für Erzähler und Violoncello (Zimmermann Verlag Frankfurt)
- Schlaf gut, kleiner Bär (Zimmermann Verlag Frankfurt)

- Träumereien an französischen Kaminen (Mitteldeutscher Verlag)

## Kompositionen
- Liebe, Diebstahl und Holzwürmer – Bekenntnisse eines Geigenhändlers für Schauspieler und einen Geiger
- Der Geiger  für Schauspieler, Geiger und Klavier
- Kreuzwege für Klarinette und Streichquartett
- Meereszauber – Ballett
- Stringsong für Violine und Klavier
- Street Scene für Klarinette und Drums